# 志島古墳群
志島古墳群（しじまこふんぐん）は、三重県志摩市阿児町志島にある古墳群。1基が三重県指定史跡に、3基が志摩市指定史跡に指定され、11号墳出土の埴製枕が三重県指定有形文化財に指定されている。

## 概要
三重県東部、太平洋を見下ろす岬の丘陵台地上に築造された古墳群である。かつては13基以上が分布したが、現在は4基のみが遺存する。これまでに4号墳・11号墳で発掘調査が実施されている。
4基のうち最古の11号墳（おじょか古墳）は、5世紀中葉-後半頃の築造とされる。全国的にも古い横穴式石室を持ち、北部九州の石室形態である点、全国的にも珍しい埴製枕を有する点で注目される。10号墳（上村古墳）は6世紀後半頃の築造とされ、石室内に長大な箱式石棺を持ち、珍しい金糸・銅椀が出土している。4号墳（塚穴古墳）は7世紀前半頃の築造とされ、高倉山古墳（伊勢市）と同様の長大な玄室を有する。また古墳群全体として鏡の保有の多い点でも特色を示す。
志島古墳群では11号墳の出現から次の古墳築造までの間に空白期間があるが、その間には南方の大王町域で前方後円墳2基（泊古墳・鳶ヶ巣1号墳）などが築造されたと推定される。これら志島古墳群・泊古墳・鳶ヶ巣1号墳は志摩地方を拠点とする広い海上交通ネットワークを有した有力豪族の墳墓群と想定され、文献上に見える島津国造との関連を指摘する説が挙げられている。なお、当地北方では律令制下にも志摩国府・志摩国分寺が営まれたと推定されている。
現存する4基のうち11号墳は1969年（昭和44年）に三重県指定史跡に、4・9・10号墳は1971年（昭和46年）に志摩市指定史跡に指定されている。また、11号墳出土の埴製枕は1995年（平成7年）に三重県指定有形文化財に指定されている。

## 遺跡歴
- 1916年（大正5年）、10号墳の墳丘・石室が大雨で半壊。副葬品出土[6]。
- 昭和30年代、11号墳の石室開口。副葬品出土[6]。
- 1967年（昭和42年）、11号墳の発掘調査（阿児町教育委員会、1968年に概報刊行）[6]。
- 1969年（昭和44年）3月28日、11号墳が三重県指定史跡に指定[5]。
- 1971年（昭和46年）3月31日、4・9・10号墳が「志島古墳群」として阿児町指定史跡に指定（現在は志摩市指定史跡）[5]。
- 1995年（平成7年）3月13日、11号墳出土の埴製枕が三重県指定有形文化財に指定[5]。
- 2010-2012年度（平成22-24年度）、11号墳出土の金属製品の保存処理（志摩市教育委員会、2016年に報告書刊行）[3]。
- 2012-2014年度（平成24-26年度）、4号墳の発掘調査（志摩市教育委員会、2018年に概要報告）[7]。

## 一覧
| 古墳名                  | 形状 | 規模    | 埋葬施設                            | 出土品                                                             | 築造時期                    | 史跡指定       | 備考                                                                                          |
| ----------------------- | ---- | ------- | ----------------------------------- | ------------------------------------------------------------------ | --------------------------- | -------------- | --------------------------------------------------------------------------------------------- |
| 3号墳                   |      |         |                                     | 五鈴鏡                                                             |                             |                | 消滅                                                                                          |
| 4号墳 （塚穴古墳）      | 円墳 | 直径18m | 横穴式石室                          | 須恵器                                                             | 7世紀前半                   | 志摩市指定史跡 | 2012-2014年度発掘調査 長大な玄室（高倉山型石室）                                              |
| 9号墳 （松本塚古墳）    | 円墳 | 直径14m | 不明                                |                                                                    |                             | 志摩市指定史跡 | 未調査                                                                                        |
| 10号墳 （上村古墳）     | 不明 | 不明    | 横穴式石室 （内部に組合式箱式石棺） | 珠文鏡・金糸・銅椀のほか、 装身具・馬具・鉄製武器・須恵器          | 6世紀後半 （7世紀まで追葬） | 志摩市指定史跡 | 1916年大雨で半壊 長大な箱式石棺                                                               |
| 11号墳 （おじょか古墳） | 不明 | 不明    | 横穴式石室                          | 埴製枕・方格T字鏡・珠文鏡のほか、 装身具・鉄製品・埴輪・須恵器など | 5世紀中葉                   | 三重県指定史跡 | 1967年発掘調査 全国的にも古い横穴式石室 北九州地方の石室形態 出土埴製枕は三重県指定有形文化財 |
| 12号墳                  |      |         |                                     | 仿製五獣鏡                                                         |                             |                | 消滅                                                                                          |

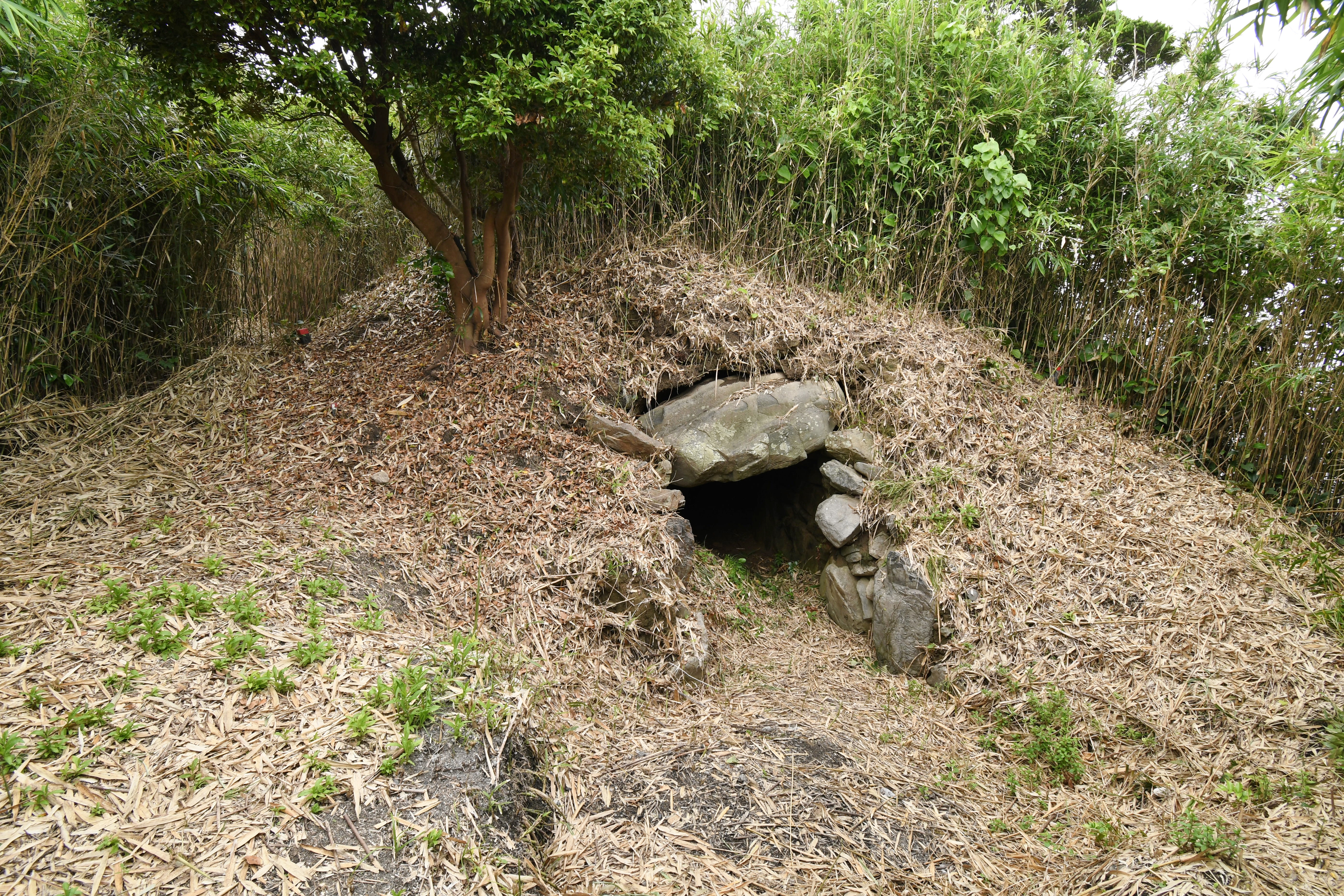
塚穴古墳（4号墳）
塚穴古墳 石室俯瞰図
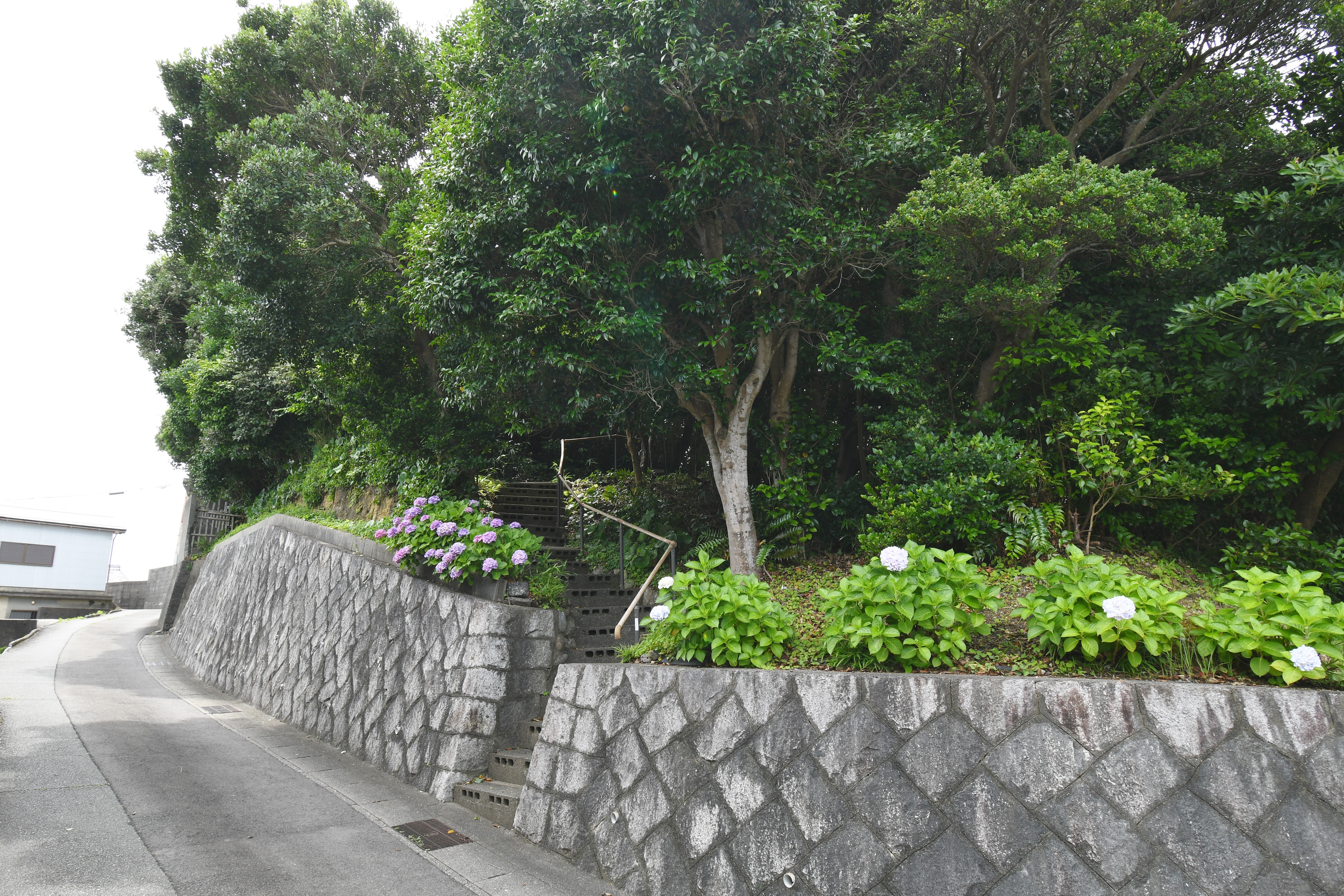
松本塚古墳（9号墳）
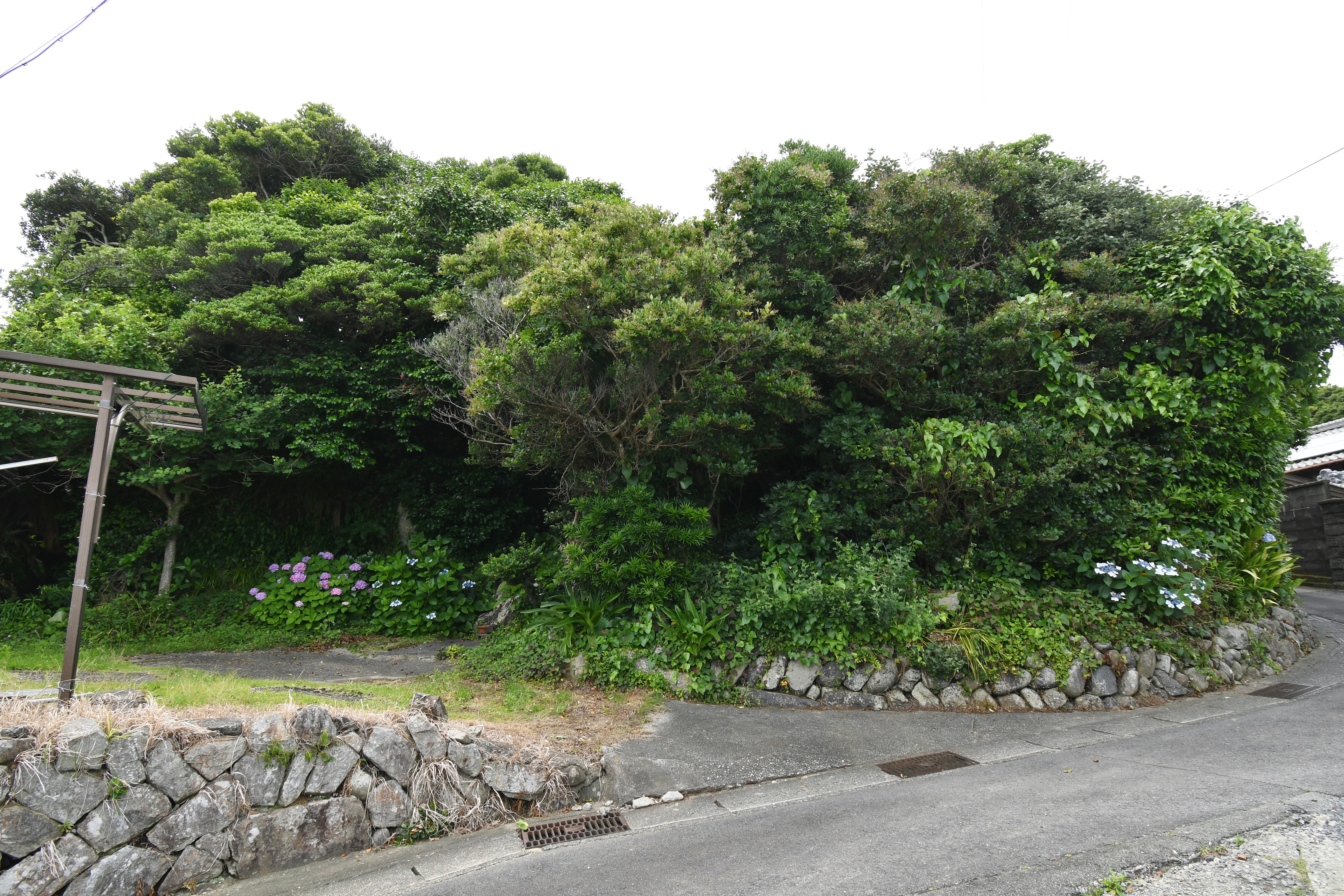
上村古墳（10号墳）
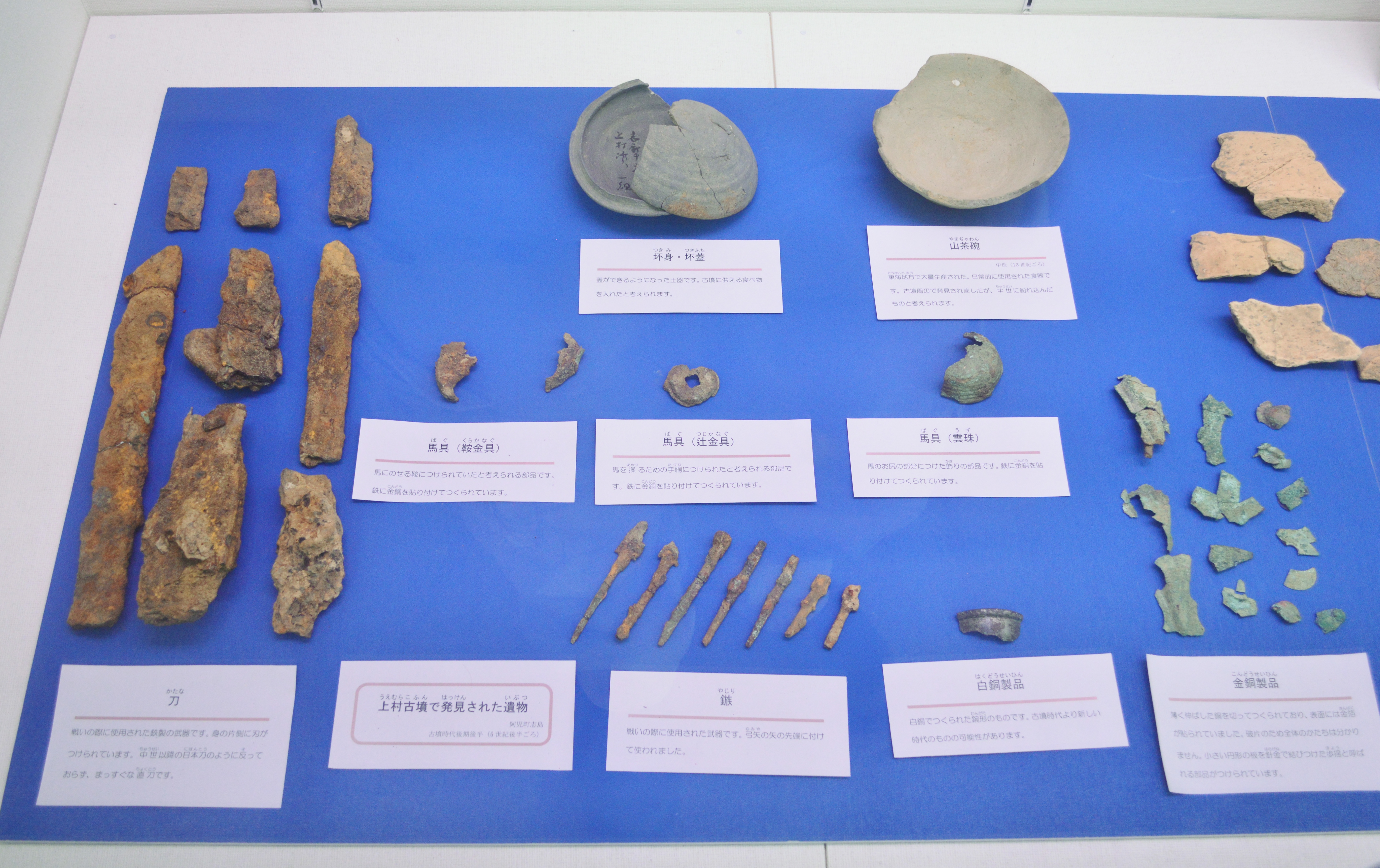
上村古墳 出土品
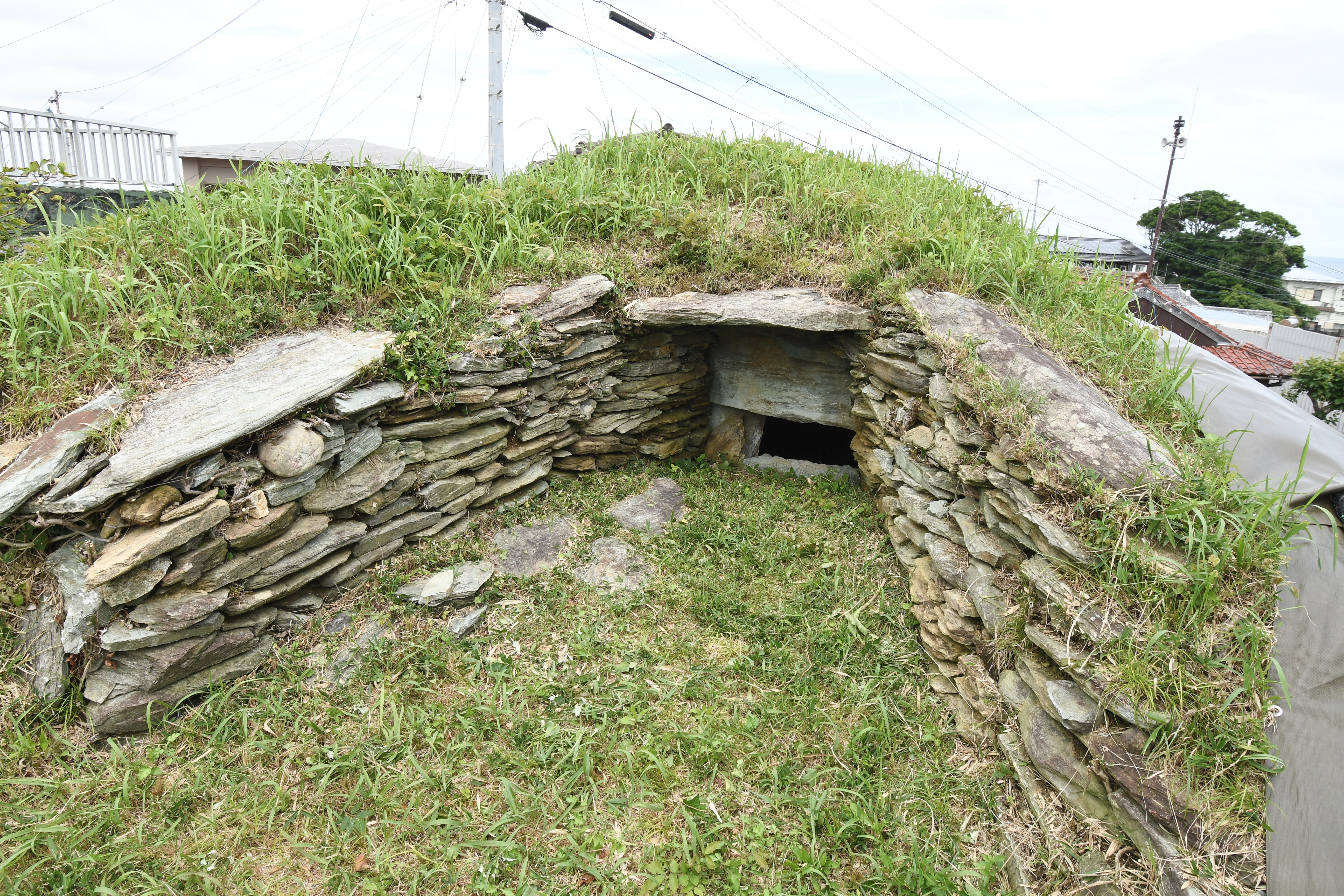
おじょか古墳（11号墳）
おじょか古墳 石室俯瞰図
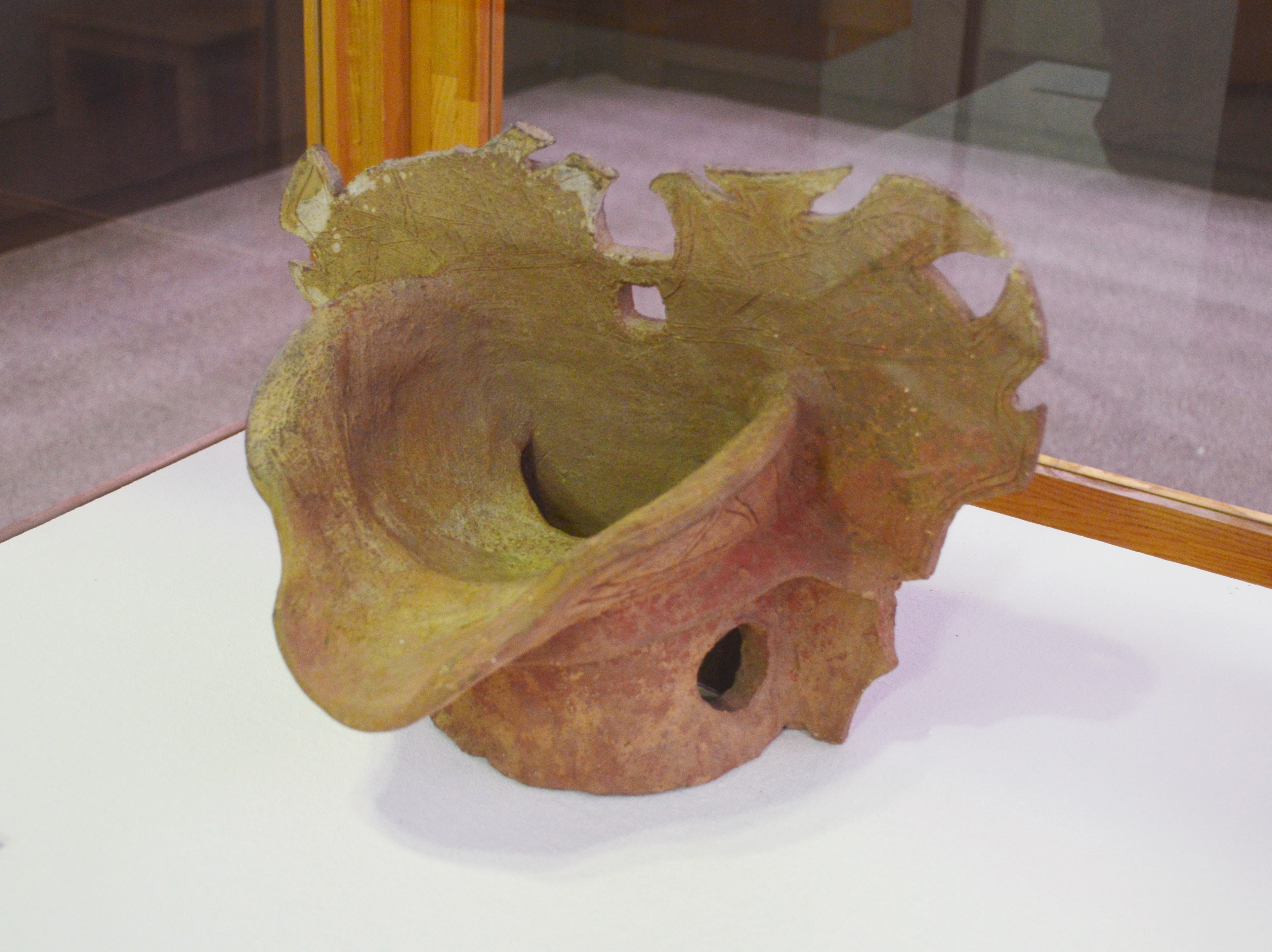
おじょか古墳 埴製枕

## 文化財

### 三重県指定文化財
- 有形文化財
  - 埴製枕（考古資料） - おじょか古墳出土。志摩市歴史民俗資料館保管。1995年（平成7年）3月13日指定[8][5]。
- 史跡
  - おじょか古墳 - 1969年（昭和44年）3月28日指定[9][5]。

### 志摩市指定文化財
- 史跡
  - 志島古墳群 - 1971年（昭和46年）3月31日指定[5]。

## 関連施設
- 志摩市歴史民俗資料館（志摩市磯部町迫間） - 志島古墳群の出土品等を保管・展示。

## 関連文献
（記事執筆に使用していない関連文献）
- 伊藤保「王女丘古墳とその出土品について」『郷土志摩』第34号、志摩郷土会、1966年。
- 『志摩・おじょか古墳発掘調査概要 -三重県志摩郡阿児町大字志島-』阿児町教育委員会、1968年。
- 村上喜雄「志摩の横穴式石室」『郷土志摩』第49号、志摩郷土会、1976年。
- 関西大学文学部考古学研究室 編「阿児町志島古墳群の調査」『紀伊半島の文化史的研究』 考古学編、清文堂出版〈関西大学文学部考古学研究第6冊〉、1992年。
- 『志摩国の古墳』皇學館大学考古学研究会、2002年。
- 宮原佑治「志摩における後期古墳の研究(1) 志島上村古墳の研究」『専修考古学』第15号、専修大学考古学会、2016年3月30日、117-138頁。
- 『おじょか古墳発掘50年記念シンポジウム「おじょか古墳と5世紀の倭」記録集 (PDF)』志摩市教育委員会、2018年。 - リンクは志摩市ホームページ。